# Henry Lloyd
Henry Lloyd ou Henry Humphrey Evans Lloyd, dit aussi général Lloyd, est un militaire gallois qui a servi comme officier dans plusieurs armées européennes au XVIIIe siècle, auteur d'ouvrages d'histoire et de stratégie militaires, né vers 1720 et mort le 19 juin 1783.

## Biographie
Henry Lloyd est le fils d'un ecclésiastique, originaire du Pays de Galles ; son lieu de naissance est discuté : soit Llanbedr dans le comté de Merionethshire, soit Wrexham d'après les mémoires de son fils. Il a fait des études de mathématiques, langues et art militaire ; il suit les cours du Jesus College à Oxford en 1740 - 1742. Lloyd désirait suivre une carrière militaire, mais, sans fortune, il n'avait pas les moyens d'acheter une commission dans l'armée. Il se rend en France en 1744, passe un an dans un collège jésuite en tant que frère convers.
En 1745, pendant la guerre de Succession d'Autriche, Lloyd suit l'armée française lors de l'invasion des Pays-Bas autrichiens ; il est engagé dans le corps des officiers-ingénieurs militaires après que ses croquis de la bataille de Fontenoy ont attiré l'attention. Lloyd accompagne en 1745-1746 l'expédition jacobite en Écosse du prétendant Charles Édouard Stuart, mène plusieurs missions, est arrêté comme espion présumé. Libéré, il retourne en France, participe au siège de Berg-op-Zoom en 1747 pendant la guerre de Succession d'Autriche, sert dans l'armée prussienne, reprend du service en France en 1754, et mène des missions secrètes pour le gouvernement anglais. Devenu aide de camp du général autrichien Franz Moritz von Lacy, Lloyd prend part aux débuts de la guerre de Sept Ans ; promu major général, il passe au service de la Prusse, sous les ordres de Ferdinand de Brunswick-Lunebourg
Lloyd rentre en Angleterre vers 1760, combinant l'écriture avec d'autres activités : il prend part aux négociations pour le mariage du roi George III et de Charlotte de Mecklembourg-Strelitz en 1761 ; en 1768, il mène une mission secrète pour la Grande-Bretagne en Italie, organisant le ravitaillement pour la défense de la Corse. En 1773, il s'enrôle dans l'armée russe lors de la guerre russo-turque de 1768-1774 et participe au siège de Silistra en 1774. 
Il effectue plusieurs voyages, en Italie, en Espagne, au Portugal et à Gibraltar, revient séjourner quelque temps en Angleterre, puis se retire aux environs de Huy. Il meurt en 1783 à La Haye aux Pays-Bas. Dès que la nouvelle de sa mort parvient à Londres, le gouvernement anglais envoie des émissaires qui rapportent de la maison mortuaire les papiers et les manuscrits de Lloyd.

## Publications
Henry Lloyd publie à partir de 1760 à Londres des ouvrages d'histoire et de stratégie militaire. Capt. Lloyd's Lists publié en 1760 contient des informations sur les différentes armées d'Europe. Son ouvrage The History of the late war in Germany between the King of Prussia and the Empress of Germany and her Allies, publié en 1766, inclut dans la seconde édition en 1781 une section sur l'art de la guerre Reflections on the principles of the art of war. L'ouvrage a été traduit en allemand (5 éditions) et en français (3 éditions) ; un second volume est ajouté après sa mort, compilé à partir des documents récupérés ; il a eu une influence importante sur Napoléon et d'autres chefs militaires au XIXe siècle,. En 1779, son ouvrage A Rhapsody of the Present System of French Politics propose des méthodes pour contrecarrer une possible invasion française de la Grande-Bretagne ; il est republié sous le titre A Political and Military Rhapsody on the Invasion and Defence of Great Britain en 1794 et 1798 lorsqu'une invasion française est à nouveau redoutée ; George Washington avait un exemplaire bien annoté de ce livre dans sa bibliothèque. Les ouvrages de Lloyd insistent sur la conduite des opérations et la dimension psychologique. 
Il publie également en 1771 un traité économique sur la monnaie : An Essay on the theory of money.

## Œuvres
- Publications originales 

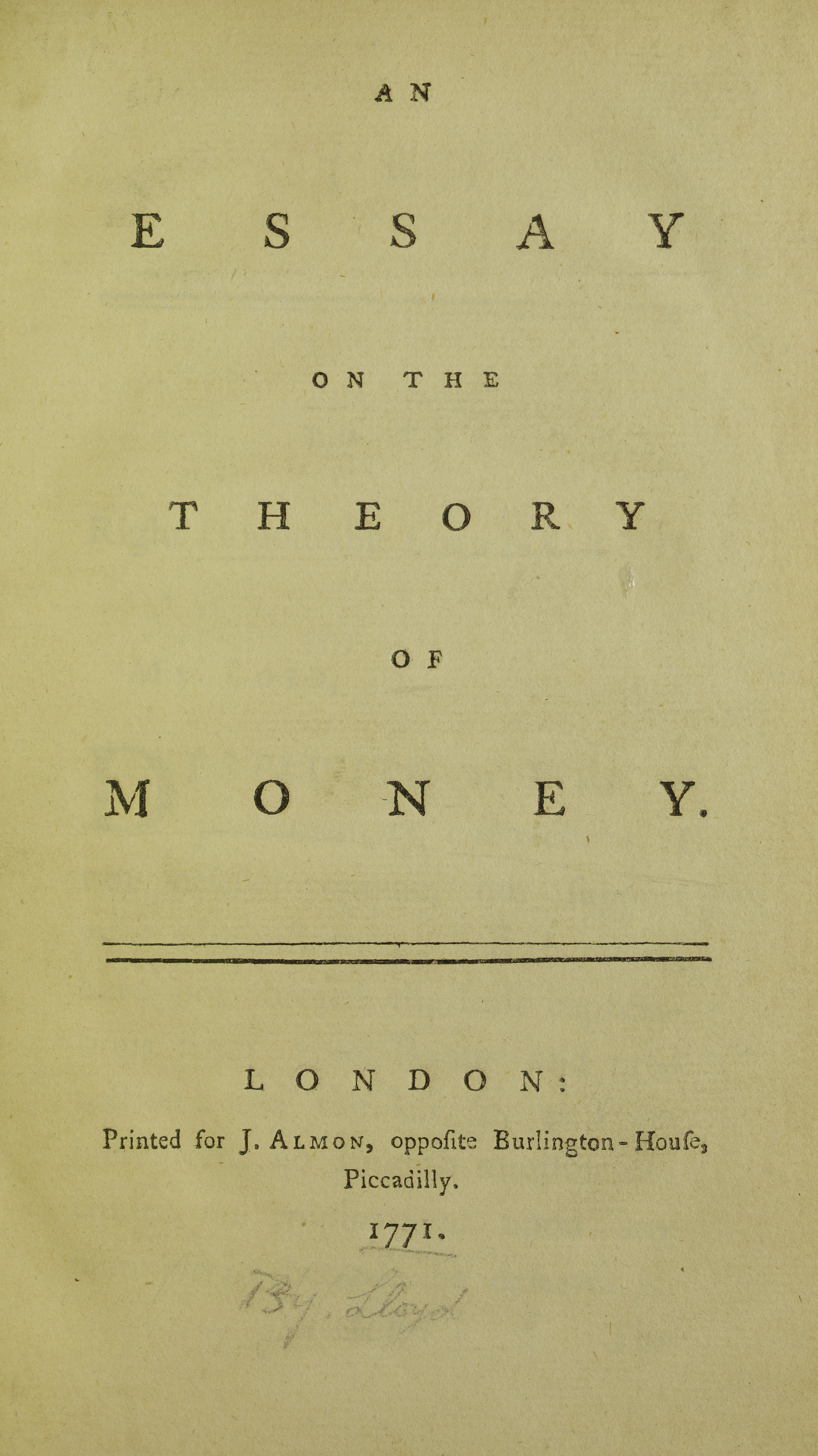
Essay on the theory of money, 1771.

  - The History of the late war in Germany between the King of Prussia and the Empress of Germany and her Allies, 2 vol., 1766 ; réédition en 1781[7].
  - An Essay on the theory of money, Londres, John Almon, 1771[6].
  -  Political and Military Rhapsody on the Defence of Great Britain, 1779.
  - A Political and military rhapsody on the invasion and defence of Great Britain and Ireland, by the late general Lloyd, Londres, Egerton, 1798, XV-298 p.

- Traductions en français
  - Histoire de la guerre d'Allemagne en 1756, entre le roi de Prusse et l'impératrice d'Allemagne et ses alliés. Ouvrage traduit de l'anglois, Lausanne, 1784 (traduction de Pierre Roux-Fazillac ; réédition à Paris, Magimel, 1803).
  - Introduction à l'histoire de la guerre en Allemagne en 1756 ... ou Mémoires militaires et politiques du général Lloyd. Traduit et augmenté  ... d'un précis sur la vie... de ce général, Bruxelles, A. F. Pion, 1784 (traduction de Germain-Hyacinthe de Romance).
  - La Philosophie de la guerre. Extrait des Mémoires politiques et militaires du général Lloyd, traduit par un officier français, Paris, Barrois l'aîné, 1790, XXXVI-179 p. (éditeur scientifique : Guillaume Imbert).
  - Mémoire sur l'invasion et la défense de la Grande-Bretagne, par le général Lloyd, traduit de l'anglais, Paris, Barrois l'aîné, 1801, 109 p. (traduction de Guillaume Imbert).
  - Mémoires politiques et militaires, Bruxelles, 1801.
  - Traité de la composition des armées anciennes et modernes, Paris, 1801.